# Alexandra Wassiljewna Artjuchina

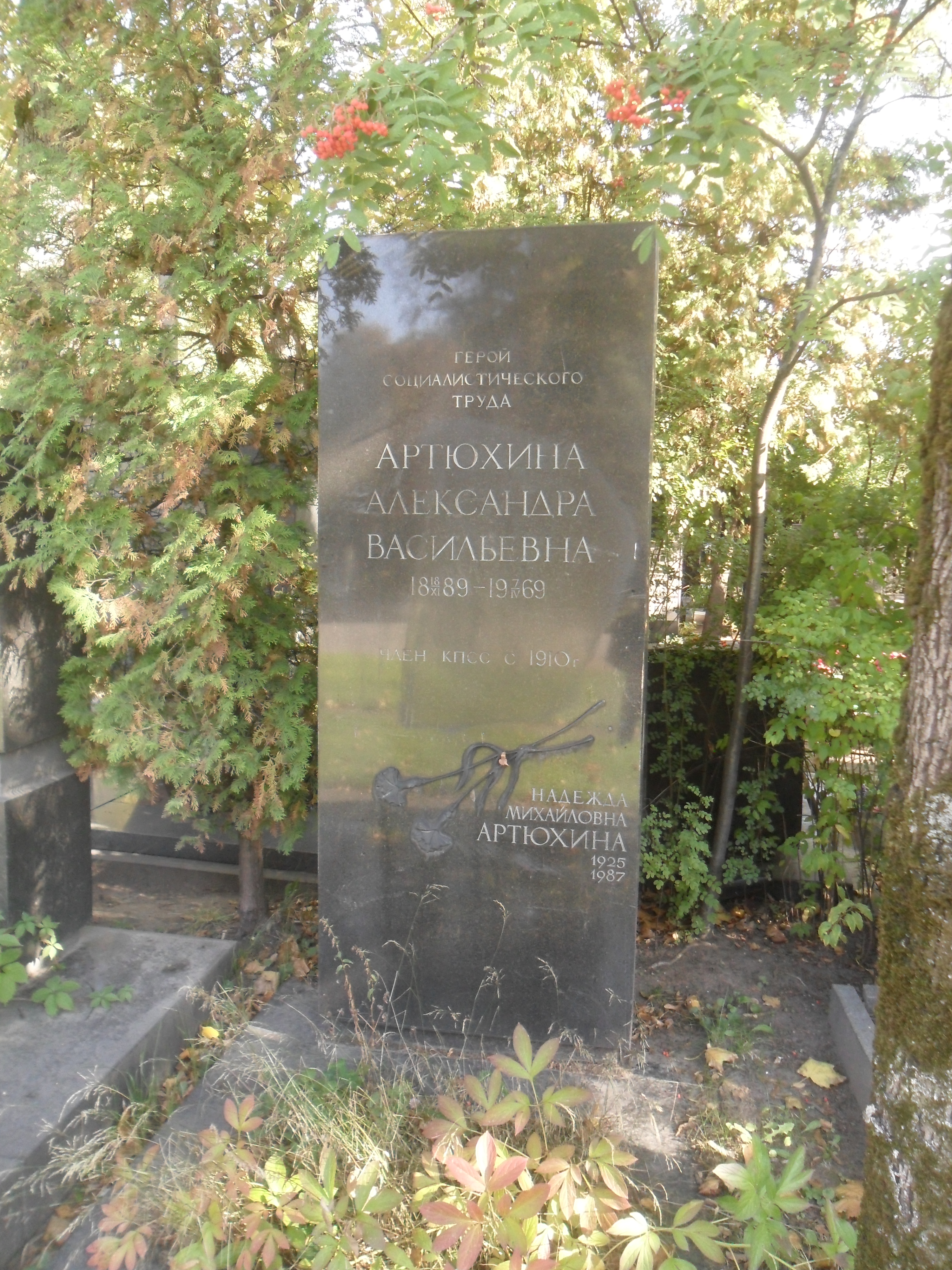
Artjuchinas Grab auf dem Moskauer Nowodewitschi-Friedhof

Alexandra Wassiljewna Artjuchina, geborene Afanassenkowa (russisch Александра Васильевна Артюхина; * 25. Oktoberjul. / 6. November 1889greg. in Wyschni Wolotschok; † 7. April 1969 in Moskau) war eine sowjetische Partei- und Staatsfunktionärin. 1925 und 1927 wurde sie in das Zentralkomitee  der KPdSU gewählt.

## Leben
Artjuchina arbeitete seit 1908 in den Gewerkschaften der Textil- und Metallarbeiter in Sankt Petersburg und wurde 1910 Mitglied der SDAPR.
Nach der Februarrevolution und ihrer Rückkehr aus der Verbannung war sie in der Frauenabteilung des Kreiskomitees der SDAPR(B) in Wyschni Wolotschek tätig, 1918 Delegierte des I. Gesamtrussischen Kongresses der Arbeiterinnen.
Nach der Oktoberrevolution hatte sie leitende Partei- und Wirtschaftsfunktionen inne. Sie war Leiterin der Gouvernementsfrauenabteilung des Gouvernementskomitees der Kommunistischen Partei in Twer, Vorsitzende der Abteilung für Arbeiterinnen und Bäuerinnen im Zentralkomitee der Partei, Redakteurin der Zeitschrift Rabotniza, später Direktorin einer Textilfabrik.
Während der Stalinschen Säuberungen verlor sie ihre Stellung. Nach Stalins Tod wurde sie rehabilitiert und 1960 mit dem Ehrentitel Held der sozialistischen Arbeit ausgezeichnet.